# Xosé Luís Méndez Ferrín
Pour les articles homonymes, voir Ferrin.
Xosé Luís Méndez Ferrín (né à Ourense en Galice, Espagne le 7 août 1938) est un homme politique, un poète et un écrivain espagnol. Membre de l'Académie royale galicienne (Real Academia Galega ou RAG) depuis le 30 septembre 2000 , il a été élu président de l'académie le 23 janvier 2010.

## Biographie
Il a passé son enfance à Ourense avec des séjours a Vilanova dos Infantes, commune de Celanova. 
En 1949 sa famille déménage à Pontevedra, ville dans laquelle au cours des années 1950 il prend conscience de la réalité linguistique et culturelle de la Galice, et du rôle que le galléguisme d'avant la guerre civile, avec la figure de Castelao, peut jouer pour une reconstruction nationale.

## L'homme politique
En 1958 il fait partie du groupe plastico-littéraire Brais Pinto, de tendance nationaliste et très influencé par l'esthétique beat. Au cours de ses voyages en France et en Angleterre, Méndez Ferrín prend contact avec le marxisme, ce qui a des conséquences dans ses choix personnels mais aussi pour l'évolution du nationalisme galicien de la deuxième moitié du XXe siècle. Méndez Ferrín acquiert la conviction que l'unique issue pour la Galice contemporaine est la fusion d'un galléguisme radical avec le marxisme-léninisme, en écho aux mouvements de libération nationale victorieux à Cuba, au Viêt Nam et en Algérie.
Par trois fois il a été emprisonné pour ses activités politiques. 

## Le poète et l'écrivain
Il est membre de l'association des écrivains galiciens (Asociación de escritores en lingua galega, AELG), qui l'a proposé en 1999 pour le Prix Nobel de littérature.

### L'œuvre

#### Poèsíe
- Voce na néboa, 1957.
- Antoloxía Popular, 1972, sous le pseudonyme de Heriberto Bens.
- Sirventés pola destrucción de Occitania, 1975.
- Con pólvora e magnolias, 1977.
- Poesía enteira de Heriberto Bens, 1980.
- O fin dun canto, 1982.
- Erótica, 1992.
- Estirpe, 1994.
- O outro, 2002.
- Era na selva de Esm, 2004.
- Contra Maquieiro, 2005.

#### Romans
- Percival e outras historias, 1958.
- O crepúsculo e as formigas, 1961.
- Arrabaldo do norte, 1964.
- Retorno a Tagen Ata, 1971.
- Elipsis e outras sombras, 1974.
- Antón e os inocentes, 1976.
- Crónica de nós, 1980.
- Amor de Artur, 1982.
- Arnoia, Arnoia, 1985.
- Bretaña Esmeraldina, 1987. Prix Crítica Galicia.
- Arraianos, 1991. Prix Crítica Galicia, Prix Losada Diéguez, Prix de Crítica Española.
- No ventre do silencio, 1999. Prix Eixo Atlántico de narrativa galega e portuguesa “Carlos Blanco”.

#### Autres genres
- O Cancioneiro de Pero Meogo, 1966.
- De Pondal a Novoneyra, 1984.
- Conversas con Xosé Luis Méndez Ferrín, 2006.

### Prix
- Premio Celanova, Casa dos Poetas (1985).
- Premio Trasalba en 2001.